# Skakanka (gimnastyka)

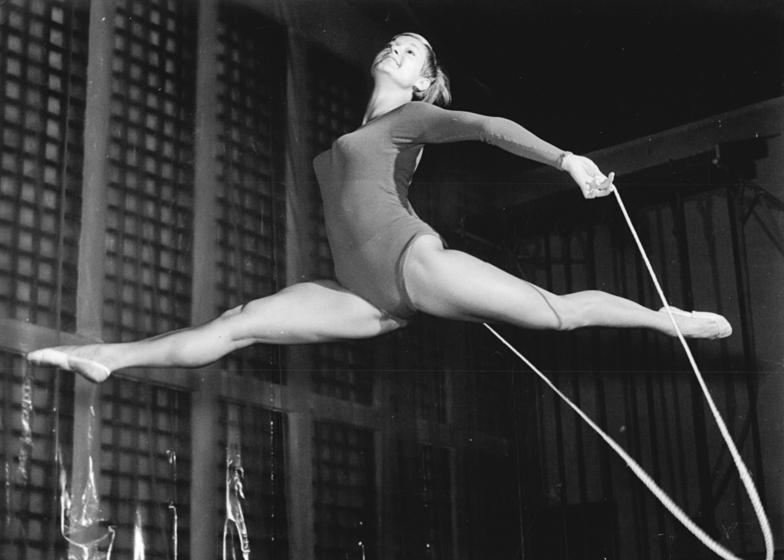
Zawodniczka w ćwiczeniach ze skakanką

Skakanka – jeden z obowiązkowych przyrządów, z jakimi występują zawodniczki, w gimnastyce artystycznej. Wykorzystywana jest w układach indywidualnych. Jest najłatwiejszym do operowania ze wszystkich przyrządów gimnastycznych i pierwszym, z jakim naukę rozpoczynają przyszłe zawodniczki.
Skakanka wykonana jest z konopi bądź materiału syntetycznego. Jej długość uzależniona jest od wzrostu gimnastyczki – trzymana luźno przez gimnastyczkę powinna środkiem sięgać ziemi, a jej końcówki powinny dotykać pach zawodniczki. 
Końce skakanki zwinięte są w węzły. Skakanka może być czarna, dowolnego innego koloru lub wielobarwna.
Podstawowe ćwiczenia ze skakanką to skoki, piruety, huśtawki, wyrzuty itp.